# Головіна Варвара Миколаївна
Графиня Варвара Миколаївна Головіна, до шлюбу княжна Голіцина (нар. 1766 — пом. 11 вересня 1821) — фрейліна двору (1783), мемуаристка і художниця, улюблена племінниця Івана Шувалова, наближена імператриці Єлизавети Олексіївни; кавалерственна дама ордену Святої Катерини (1816).

## Біографія
Дочка генерал-лейтенанта князя Миколи Федоровича Голіцина (1728—1780) від його шлюбу з Параскою Іванівною Шуваловою (1737—1802), крім неї в сім'ї було двоє синів: Федір (1751—1827) та Іван (1759—1777). Належала до двох старовинних російським родів. Від Шувалових успадкувала схильність до літератури та мистецтва. Дитинство провела в маєтку Петровському Московської губернії, в товаристві матері, жінки з м'яким, добрим, хоча і нерішучим характером, любила мистецтво і вміла цінувати гарну освіту.
У 1777 році Варвара Миколаївна з батьками переїхала до Петербурга, після смерті батька, вона з матір'ю оселилася в будинку дядька Шувалова, на розі Невського проспекту і Малої Садової. Захоплювалася малюванням і музикою. Уроки літературного стилю їй давав дядько, І. І. Шувалов. Вона брала участь в концертах в Царському Селі і Зимовому палаці, де виконувала власні романси і викликала захоплення. Уже в 1783 році стала фрейліною і користувалася незмінною прихильністю імператриці Катерини. Повідомляючи придворні новини, Єлизавета Полянська писала своєму брату Семену з Петербурга в серпні 1783 року:
|  | У нас дві нові фрейліни: княжна Шувалова і племінниця Івана Івановича, молоденька княжна Варвара Голіцина. Мені дуже шкода, що ваші надії не виправдалися. Але я впевнена, що черга дочок Сенявіна підійде, їм це потрібніше, ніж цим двом. Які не мають нічого, крім амбіцій, які змушують їх шукати місця, якого вони позбавляють інших. |

## Шлюб

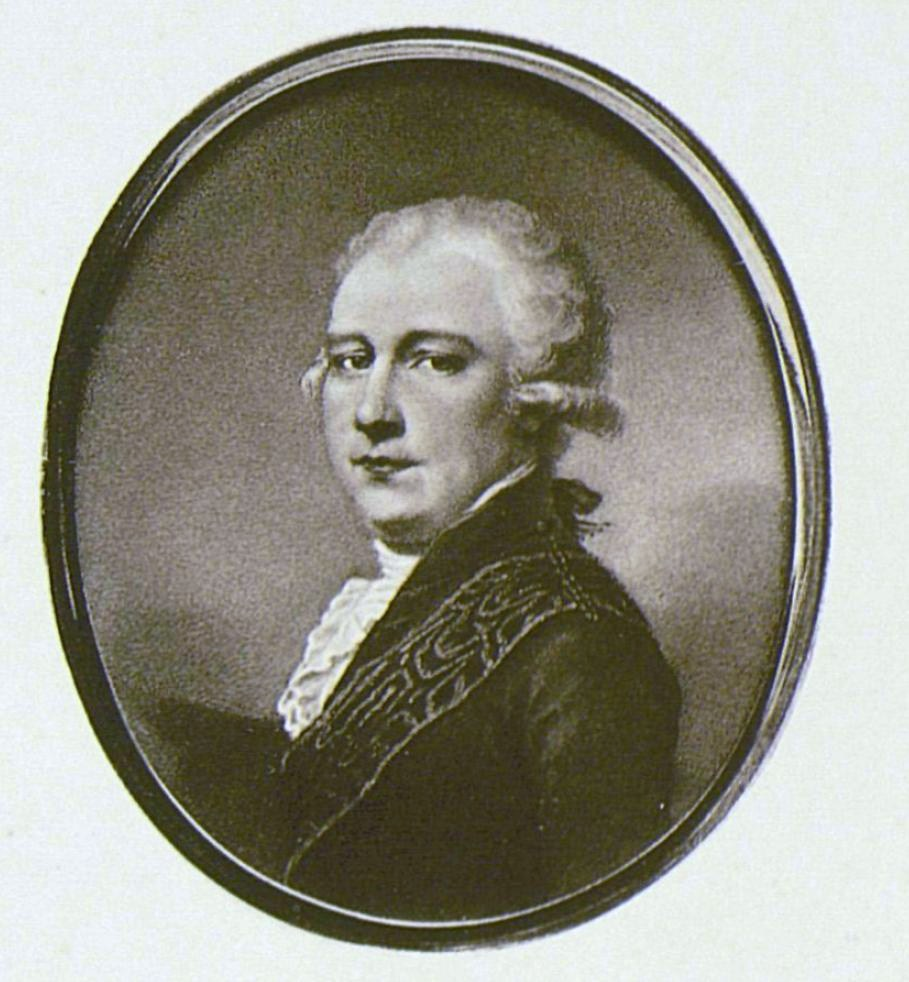
Микола Головін на портреті Жана-Батиста Ізабе

При дворі Варвара Миколаївна познайомилася з красивим графом Миколою Миколайовичем Головіним (1756—1821), правнуком генералісимуса, фельдмаршала графа Федора Головіна. Молоді люди сподобалися один одному, але княгиня Голіцина опиралася швидкому шлюбу, вважаючи його передчасним. Головін відбув на чотири роки у закордонну подорож, довгий час перебував у Парижі, але знайомства і зв'язки, укладені там, не мали нічого спільного ні з літературою, ні з мистецтвом. У Франції Головін мав зв'язок зі знаменитою «Амазонкою свободи» Теруань де Мерикур і зумів завести позашлюбного сина (прізвище Ловін) і доньку (була видана в шлюб з де Рі-вієром Гессенським, посланцем у Петербурзі), про них згодом довелося піклуватися Варварі Миколаївні.
Після повернення з подорожі графа Головіна Варвара Миколаївна 4 жовтня 1786 року з ним одружилася. Весілля було відсвятковано в Зимовому палаці, імператриця особисто одягала на наречену діаманти. Подружжя справляли враження щасливої пари. Граф Головін викликав суперечливу оцінку сучасників, здебільшого недоброзичливу. Будучи в 34 роки полковником, він не відчував схильності ні до військової, ні до цивільної служби, але відрізнявся завжди суворою чесністю. Насправді, він був порожній фат і марнотрат, і не зумів зробити дружину щасливою. За словами Адама Чарторийського, будинок графині Головіної відрізнявся від інших будинків в Петербурзі. Тут не було щоденних вечорів, а було невелике вишукане товариство. Господиня будинку дотепна, чутлива, захоплена, мала таланти і любов до образотворчих мистецтв". Через її жвавість та насмішкуватість вона отримала в суспільстві прізвисько «маленький драгунчик». Художниця Марі Елізабет Віже-Лебрен відзначала, що графиня Головіна:
|  | Відрізнялася великим розумом і різноманітними талантами. Прекрасно малювала і складала витончені романси, які сама ж співала, акомпануючи собі на фортепіано. Вона прекрасно знала всі літературні новини Європи, які ставали їй відомі одночасно з їх появою в Парижі. Її близька приятелька, графиня Ганна Толстая, теж красуня, мала, проте, не настільки живий темперамент, але можливо, саме цей контраст і сприяв їх дружбі. |

Після смерті імператриці Катерини II Варвара Головіна втратила підтримку Марії Федорівни, яку щиро любила і поважала. У 1796 році граф Головін був призначений гофмейстером придворного штату великого князя Олександра Павловича (майбутнього Олександра I), його дружина Єлизавета Олексіївна гаряче прив'язався до Головіної і остання на все життя залишилася її товаришкою, хоча придворні інтриги пізніше їх розлучили.
В цей же час графиня Головіна зблизилася з французької емігранткою принцесою де-Тарант і під її впливом перейшла в католицтво. У 1802 році де-Тарант по сімейних справах поїхала до Франції. Через кілька місяців графиня Головіна разом з родиною поїхала за нею. У Парижі вони були прийняті у вищому суспільстві Сен-Жерменського маєтку, але початок наполеонівських воєн змусила їх повернутися до Російської імперії. Володіючи мізерними коштами, де-Тарант прийняла пропозицію Головіної і оселилася в її будинку. Дві подруги були нерозлучні до самої смерті принцеси в 1814 році.
Завдяки турботам чоловіка, 9 квітня 1816 року графиня Головіна була пожалувана в кавалерственні дами ордену Святої Катерини (малого хреста), а її молодша дочка у фрейліни. У 1818 році за станом здоров'я вона здійснила свою другу поїздку до Франції. Повернувшись ненадовго до Російської імперії, в 1820 році вона знову вирушила туди.
Померла 1821 року від раку грудей в Парижі і була похована на кладовищі Пер-Лашез. У своїх мемуарах, створених під керівництвом імператриці Єлизавети, описала придворне життя при імператорах Катерині II та Павлу.

## Твори
- Записки графині Варвари Миколаївни Головіної. [Архівовано 19 травня 2017 у Wayback Machine.] — СПб., 1900. — 286 с.

## Діти
В шлюбі Варвара Миколаївна мала чотирьох дітей:
- Микола (20.06.1787[7]-1787), хрещений 20 червня 1787 року у церкві Успіння Пресвятої Богородиці на Сінній при підтримці князя Петра Голіцина і А. О. Бобрищевої-Пушкіної.
- Параска (1790—1869), автор «Спогадів», перейшла в католицтво, з 1819 року дружина графа Яна Фредро (1784—1845).
- Софія (14.10.1792[8]-1792), хрещена 16 жовтня 1792 року у церкві Успіння на Сінній при підтримці Івана Шувалова і сестри Параски.
- Єлизавета (1795—1867), фрейліна, перейшла в католицтво, була одружена з дипломатом Левом Потоцьким (1789—1850).

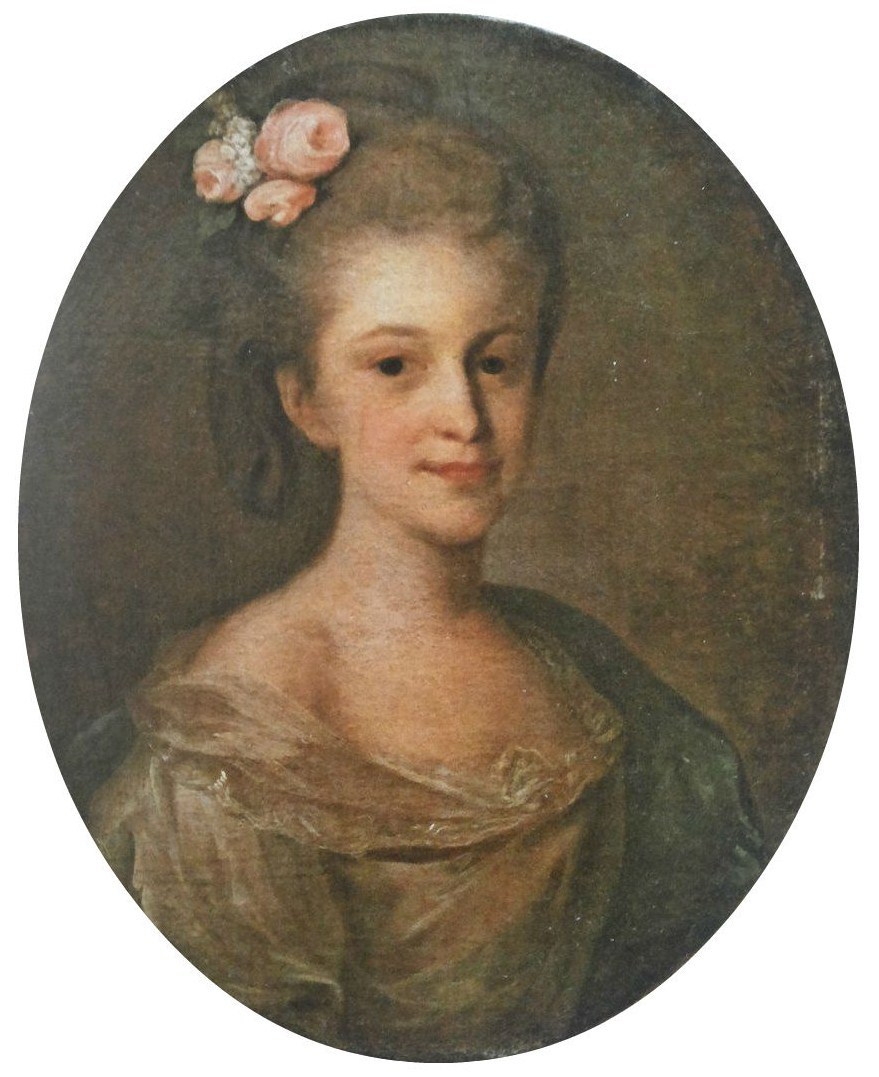
Варвара Головіна на портреті Федора Рокотова
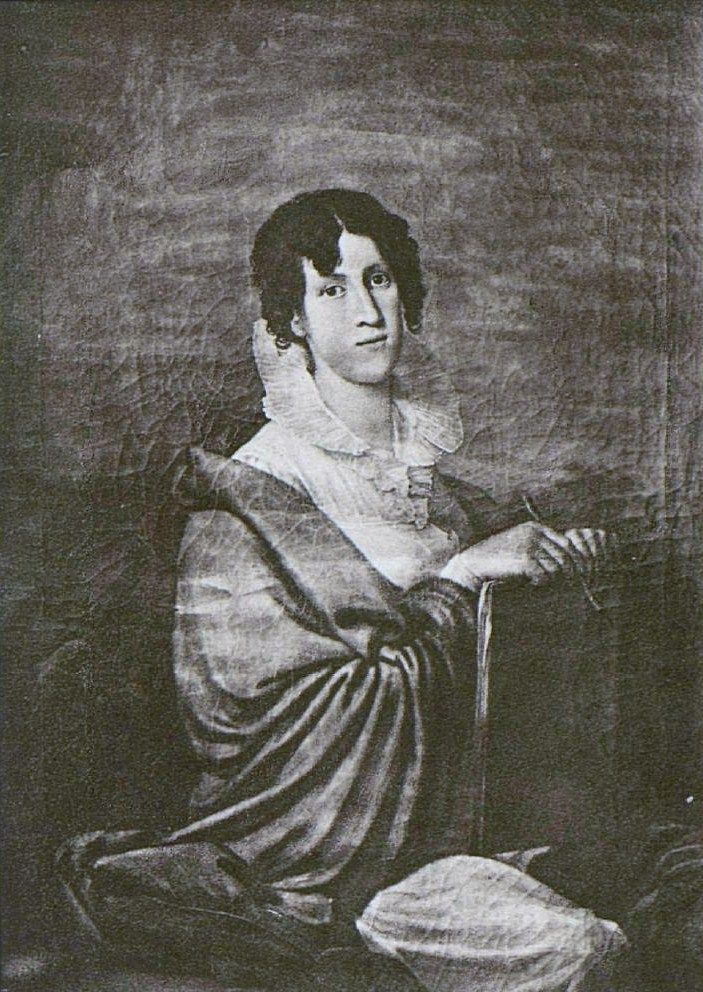
Параска, дочка
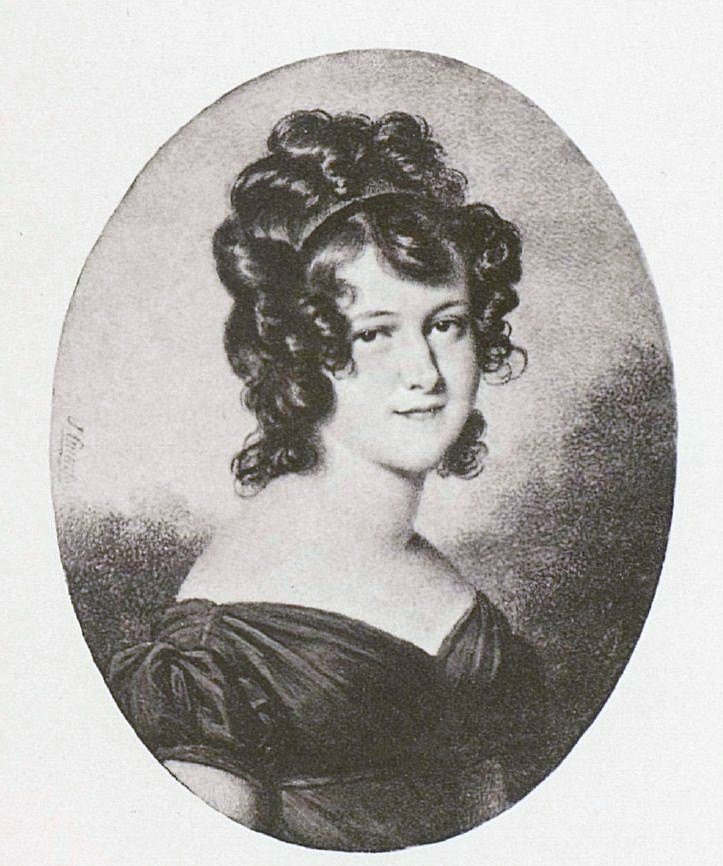
Єлизавета, дочка